# Слабошеино
Слабошеино — деревня в Лучинском сельском поселении Истринского района Московской области. Население — 35 чел. (2010), в деревне 1 улица.
Расположено на правом берегу реки Маглуши, примерно в 5,5 км на запад от Истры и в 300 м от железнодорожной платформы Чеховская Рижского направления Московской железной дороги, высота над уровнем моря 158 м. Ближайшие населённые пункты: Лучинское восточнее, Шёлковая Гора на юг, Первомайский — западнее и Красная Горка на севере.

## Население
| 2002 | 2006 | 2010 |
| ---- | ---- | ---- |
| 46   | ↗51  | ↘35  |